# Бактериолошки преглед испљувка
Бактериолошки преглед испљувка или култура спутума је тест за откривање и идентификацију бактерија, вируса или гљивица у густој течност која се производи у плућима и у суседним дисајним путевима. Ова течност које може да инфицира  плућа или дисајне путеве, сакупља се у стерилној посуди из које се потом узети узорак засејава на бактериолошкој подлози (култури), из које се могу изоловати одређене вресте: вируса и бактерија.  На основу ових налаза може се поставити тачна дијагноза запаљењских процеса у органима за дисање (упала плућа, туберкулоза, гљивичне инфекције плућа итд).
Пожељно је да се за бактериолошко испитивање  сакупи свеж јутарњи узорак испљувка.

## Значај
Резултат бактериолошког испитивања испљувка (спутума) омогућава здравственим радницима доношење одлука у вези са:
- лечењем пацијената,

- мерама контроле инфекције

- праћењем антимикробне резистенције.

## Индикације
У болничком окружењу, бактериолошки преглед испљувка се најчешће наручује ако пацијент има упалу плућа. Америчко друштво за инфективне болести препоручује да се културе спутума раде код упале плућа која захтева хоспитализацију, док Амерички колеџ грудних лекара то не препоручује, јер сматра да нормална, здрава плућа имају бактерије, а културе спутума сакупљају и нормалне и патогене бактерије. 
Међутим, утврђено је да чисте културе уобичајених респираторних патогена у одсуству флоре горњих дисајних путева у комбинацији са симптомима респираторног дистреса пружају снажне доказе о инфективном агенсу и његовом значају. Такви патогени укључују Streptococcus pneumoniae, Haemophilus influenzae  и високо инфективну  M tuberculosis, који се преносе удисањем аеросола. Због високе инфективности испљувка на респираторне патогене његова анализа се обавља у биолошки безбедним кабинетима.

## Метода
Непосредно пре давања узорка, пацијент би требало да испера зубе и уста водом да би уклонио нормално присутну флору. Ако пацијент има зубну протезу, треба је уклонити. Најбоље је узети прво јутарње искашљавање. Пре узимања узорка пацијент би требало да 2 до 3 дубоко удахне, а затим дубоко искашљава и искашље узорак директно у стерилну посуду. Потребна количина узорка је ≥ 2мл (мин. 1мл) 
Узорак испљувка се сакупља у стерилну, суву, непропусну и отпорну пластичну посуду са широким грлом и шаље у лабораторију на испитивање.  Порд узимања искашљавањем испљувак се може узети: 
- из индукованог испљувка (након што се физиолошки раствор распрши у плућима да би се индуковало стварање испљувка)

- узимањем испљувка путем ендотрахеалне цеви са заштићеном четком за узорке (обично се користи код пацијената на респираторима) у окружењу интензивне неге.

- или се за одабране микрорганизме као што су цитомегаловирус или Pneumocystis jiroveci испљувак узима у специфичним клиничким условима (код имунокомпромитованих пацијента) од стране искусног пнеумолог који може да уради бронхоалвеоларно испирање за прикупљање узорка.

### Резултати
Ако нема бактерија или гљивица, култура испљувка је негативна. 
Ако су присутни микроорганизми који могу изазвати инфекцију (патогени микроорганизми ) расту у култури, налаз је позитивна. Тип бактерије или гљивице се допунским анализама идентификују микроскопијом, морфологијом колонија и биохемијским тестовима раста бактерија.
Ако бактерије или гљивице које могу изазвати инфекцију расту у култури, допунским тестовима се може утврдити који антимикробни агенс ће најефикасније лечити инфекцију. Ово се зове тестирање осетљивости или антибиограм (утврђивање осетљивост изолованог бактеријског соја на различите антибиотике и хемотерапеутике).

## Спољашње веез
|  | Молимо Вас, обратите пажњу на важно упозорење у вези са темама из области медицине (здравља). |